# فهرست فرمانداران پنانگ
فرماندار پنانگ (مالایی: Yang di-Pertua Negeri Pulau Pinang) رئیس ایالت پنانگ، مالزی است. نقش فرماندار، با توجه به قدرتی که در اختیار قوهٔ مجریه دولت پنانگ به ریاست وزیر اعظم گذاشته شده است، بیشتر تشریفاتی است.
تا قرن هجده، جزیره پنانگ بخشی از قلمرو سلطان‌نشین کداح بود. در سال ۱۷۸۶، جزیره توسط سلطان کداح، به فرانسیس لایت به عنوان نماینده کمپانی هند شرقی بریتانیا واگذار شد. لایت نام جزیره را به جزیره شاهزاده ولز تغییر داد. در سال ۱۷۹۰، بعد از متحمل شدن شکست نظامی در برابر لایت، سلطان عبدالله به‌طور رسمی جزیره را به بریتانیا واگذار کرد. لایت به عنوان سرپرست جزیره شاهزاده ولز منصوب گردید. از سال ۱۸۰۰ تا ۱۸۰۵، جزیره توسط یک معاون فرماندار اداره می‌شد.